# Daniel Folta
Daniel Folta (* 7. března 1977) je český florbalový trenér, bývalý hráč, kapitán reprezentace, čtyřnásobný mistr Česka a nejlepší florbalista sezóny 2008/2009. Jako hráč nejvyšších florbalových soutěží Česka a Švýcarska byl aktivní v letech 1994 až 2009.

## Klubová kariéra
Folta hrál za 1. SC SSK Vítkovice (v první sezóně ještě jako 1. SC Ostrava) v nejvyšší české florbalové soutěži již od její první sezóny 1993/1994. V sezónách 1995/1996 a 1996/1997 získal s Vítkovicemi jejich první mistrovské tituly.
V roce 1997 Folta odešel do švýcarské National League A do týmu HC Rychenberg Winterthur. Po roce přestoupil na dvě sezóny do klubu Hornets Bulach. S týmem získal v nejvyšší švýcarské soutěži bronzovou medaili.
V průběhu sezóny 1999/2000 se vrátil do Vítkovic, se kterými získal třetí mistrovský titul. V klubu zůstal další tři sezóny. Během nich mimo hraní i trénoval ženský tým a získal s ním v roce 2000 mistrovský titul.
V roce 2004 odešel znovu do Švýcarska, tentokrát do klubu Jona-Uznach Flames z National League B (druhé nejvyšší soutěže), kde strávil čtyři roky a působil i jako asistent trenéra. V týmu s ním dva roky hrál i Vojtěch Skalík. Folta z klubu odešel po jeho sestupu do 1. ligy.
Na sezónu 2008/2009 se opět vrátil do Vítkovic jako kapitán a získal s nimi čtvrtý mistrovský titul, kdy v posledním zápase finálové série vstřelil rozhodující gól (Folta tak byl u všech čtyřech prvních titulů Vítkovic). Byl vyhlášen florbalistou sezóny a nejužitečnějším hráčem ligy. Kvůli artróze kolena po sezóně ukončil hráčskou kariéru.
V letech 2012 až 2015 byl trenérem mužského týmu Panthers Otrokovice. V sezóně 2013/2014 dovedl Otrokovice k jejich historicky nejlepšímu výsledku – do semifinále.
Následně působil jako konzultant v mužském týmu Vítkovic. Tam v roce 2023 nahradil Pavla Bruse na pozici trenéra a získal s Vítkovicemi titul vicemistra.

## Reprezentační kariéra
Folta reprezentoval Česko na obou mistrovstvích Evropy, a mimo ročníku 2004 i na všech mistrovstvích světa až do roku 2008. Patří tak k hráčům s nejvyšším počet účastí.
Mistrovství Evropy v roce 1994 se zúčastnil v 17 letech. Byl tak na dlouho nejmladší český reprezentant v historii. Až v roce 2017 ho překonal Filip Langer.
Mistrovství v roce 2004 se nezúčastnil kvůli problémům s kolenem a přišel tím o první české druhé místo. Folta tedy nezískal s reprezentací žádnou medaili. Na šampionátu v roce 2006 byl kapitánem českého výběru. Na svém posledním mistrovství v roce 2008 byl společně s Alešem Zálesným zvolen do All Star týmu.
| Umístění | Soutěž                                            |
| -------- | ------------------------------------------------- |
| 6.       | Mistrovství Evropy ve florbale 1994               |
| 5.       | Mistrovství Evropy ve florbale 1995               |
| 4.       | Mistrovství světa ve florbale 1996                |
| 6.       | Mistrovství světa ve florbale 1998                |
| 6.       | Mistrovství světa ve florbale 2000                |
| 4.       | Mistrovství světa ve florbale 2002                |
| 4.       | Mistrovství světa ve florbale 2006 (kapitán)      |
| 4.       | Mistrovství světa ve florbale 2008 (All Star tým) |

## Ocenění
Folta byl u příležitosti 30. výročí založení 1. SC Vítkovice zařazen do klubové Síně slávy.